# Nombre illégal

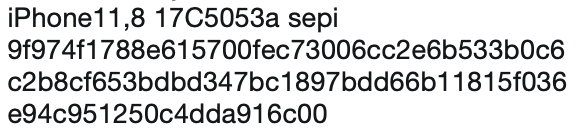
Clé de décryptage

Un nombre illégal est un nombre qui représente une information qu'il est illégal de posséder ou de divulguer. Un programme informatique ou un fichier de données étant représentable sous forme d'une suite de nombre, si le fichier est illégal, le nombre en lui-même peut l'être (par exemple, l'exécutable du programme DeCSS a été distribué sous forme d'un nombre, qui devenait donc illégal).
Le contexte étant que pour tout texte jugé illégal, par telle ou telle juridiction, ce texte est immédiatement transposable sous forme de nombre (par simple transcodage numérique ou par volonté de cryptage).